# Дичков Сергій Сергійович
Дичков Сергій Сергійович (нар. 8 серпня 1976, Рогачов, Гомельська область) — білоруський професійний боксер, призер чемпіонату Європи.

## Спортивна кар'єра
На чемпіонаті світу 1995 Сергій Дичков програв в першому бою Луану Краснікі (Німеччина).
На чемпіонаті Європи 1996 переміг Георгіоса Стефанопулоса (Греція) і програв Георгію Канделакі (Грузія).
На Олімпіаді 1996 він переміг Романса Куклінса (Латвія) — 16-6 та Гарта Да Сілву (Нова Зеландія) — 12-8 і програв в чвертьфіналі Луану Краснікі (Німеччина) — 5-10.
На чемпіонаті Європи 1998 Сергій Дичков зайняв друге місце, подолавши Єспера Крістіансена (Данія) — 9-2, Володимира Чантурія (Грузія) — 10-1 та Квамена Турксон (Швеція) — 5-1 і програвши в фіналі Джакоббе Фрагомені (Італія) — 9-12.
Не зумів кваліфікуватися на Олімпійські ігри 2000 і припинив виступи в боксі, перейшовши до змагань з MMA. Однак дуже швидко вже 2000 року дебютував на професійному боксерському рингу і протягом 2000—2004 років провів 21 бій.